# 투자율
전자기학에서 투자율(透磁率, permeability)은 어떤 매질이 주어진 자기장에 대하여 얼마나 자화하는지를 나타내는 값이다. 통상적인 기호는 그리스 문자 μ. 국제 단위는 헨리 매 미터(H/m)이다.

## 정의
어떤 매질에서, 자기장세기 {\displaystyle \mathbf {H} }에 의하여 자기장 {\displaystyle \mathbf {B} }가 만들어진다고 하자. 그렇다면 매질의 투자율 {\displaystyle \mu }는 그 둘의 비례 상수다. 즉,
{\displaystyle \mathbf {B} =\mu \mathbf {H} }.
물론, 매질이 비등방성을 가지면 일반적으로 투자율은 텐서가 된다.

## 진공의 투자율과 상대 투자율

진공의 투자율은 통상적으로 {\displaystyle \mu _{0}}라고 적는다. 2019년 개정 전까지, 그 값은 국제단위계에서 단위 암페어를 정의할 때 쓰였으므로, 그 정확한 값이 국제단위계로는 정의되어 있었는데, 다음과 같다.
μ₀ = 4π×10¯⁷ H/m ≈ 1.2566370614359 μH/m.
매질의 투자율과 진공 투자율의 비는 상대 투자율(相對透磁率, relative permeability)
{\displaystyle \mu _{\text{r}}=\mu /\mu _{0}}
이라고 부른다. 간혹 자기 감수율(磁氣感受率, magnetic susceptibility)를
{\displaystyle \chi _{\text{m}}=\mu _{\text{r}}-1=(\mu -\mu _{0})/\mu _{0}}
으로 정의하기도 한다.

## 투자율의 측정
투자율의 측정에 있어서, 자기장이 존재하는 모든 공간을 측정하고자 하는 매질로 채워야 하는데, 이를 위해서 원환(toroid) 꼴의 롤런드 고리(Rowland ring)를 이용한다. 원환에서는 권선에 의한 자기장이 모두 원환 내부에 있게 되어, 원환 내부의 매질만 바꾸면 자기장이 존재하는 모든 곳의 매질을 바꾸는 셈이 된다.

## 같이 보기
- 자기장
- 유전율